# Traian Vuia (Timiș)
Traian Vuia is een gemeente in het Roemeense district Timiș en ligt in de regio Banaat in het westen van Roemenië. De gemeente telt 2057 inwoners (2005).

## Geografie
De oppervlakte van Traian Vuia bedraagt 69,76 km², de bevolkingsdichtheid is 29 inwoners per km².
De gemeente bestaat uit de volgende dorpen: Jupani, Săceni, Sudriaș, Surducu Mic, Susani, Traian Vuia.

## Demografie
Van de 2239 inwoners in 2002 zijn 2012 Roemenen, 52 Hongaren, 4 Duitsers, 120 Roma's en 51 Oekraïners van andere etnische groepen.
Onderstaande figuur toont het verloop van het inwoneraantal vanaf 1880.

## Politiek
De burgemeester van Traian Vuia is Iosif Valeriu Barboni (PSD).

## Geschiedenis
In 1453 werd Traian Vuia officieel erkend.
De gemeente is genoemd naar Traian Vuia, een Roemeense luchtvaartpionier die in deze gemeente geboren is. Het nabije vliegveld van Timișoara heet ook "aeroportul Traian Vuia".
Vroeger heette de gemeente Surducu Mic.
Balinț · Banloc · Bara · Bârna · Beba Veche · Becicherecu Mic · Belinț · Bethausen · Biled · Birda · Bogda · Boldur · Brestovăț · Cărpiniș · Cenad · Cenei · Checea · Chevereșu Mare · Comloșu Mare · Coșteiu · Criciova · Curtea · Darova · Denta · Dudeștii Noi · Dudeștii Vechi · Dumbrava · Dumbrăvița · Fibiș · Fârdea · Foeni · Gavojdia · Ghilad · Ghiroda · Ghizela · Giarmata · Giera · Giroc · Giulvăz · Gottlob · Iecea Mare · Jamu Mare · Jebel · Lenauheim · Liebling · Lovrin · Margina · Mașloc · Mănăștiur · Moravița · Moșnița Nouă · Nădrag · Nițchidorf · Ohaba Lungă · Orțișoara · Parța · Pădureni · Peciu Nou · Periam · Pietroasa · Pișchia · Racovița · Remetea Mare · Sacoșu Turcesc · Saravale · Satchinez · Săcălaz · Secaș · Sânandrei · Sânmihaiu Român · Sânpetru Mare · Șag · Şandra · Știuca · Teremia Mare · Tomești · Tomnatic · Topolovățu Mare · Tormac · Traian Vuia · Uivar · Valcani · Variaș · Victor Vlad Delamarina · Voiteg